# Colère pour un sou perdu
Le Rondo a Capriccio op. 129 dit Colère pour un sou perdu est un rondo inachevé pour piano en sol majeur, composé par Ludwig van Beethoven vers 1795 et complété par Anton Diabelli en 1828 pour une édition posthume.

## Historique
Son titre original est Rondo a capriccio, avec l'indication de tempo all'ungharese, quasi un capriccio. L'adjonction du titre : « Wuth über den verlornen Groschen ausgetobt in einer Kaprize » (« Colère à cause du sou perdu déchargée dans un Caprice ») provient d'Anton Felix Schindler. Le titre Leichte Kaprize (caprice léger) qui figure en page de garde du manuscrit original est bien du compositeur.
L'autographe de Beethoven est retrouvé aux États-Unis en 1945 chez un particulier,,. Le manuscrit comporte des différences avec l'édition originale. On pense que Diabelli, l'éditeur original, a complété le manuscrit, bien qu'il ne le précise pas,.
Alors que l'on a longtemps cru que l'œuvre avait été composée vers 1822-23, la dernière page de l'autographe contient différentes esquisses d'œuvres des années 1795–98, d'où l'on peut conclure que le Capriccio a été composé vers cette époque. Le numéro d'opus 129 qui manquait dans l'édition originale de 1828 a été mis en usage par les éditeurs quelques années plus tard seulement.

## À propos
« Sur un 
 all'ungharese, cette pièce très singulière, pleine de force, de violence virile, peut être considérée comme l'exemple d'un certain humour beethovénien : les surprises constantes de son parcours harmonique (sol mineur, mi majeur, la bémol majeur, si bémol majeur…), ses traits de virtuosité, ses furieux martèlements d'accords, contribuent sans conteste à troubler une écoute confortable, et donnent à connaître un aspect bouillonnant, “débridé”, de l'inspiration du musicien »

— François-René Tranchefort[réf. souhaitée].
Le rondo lui-même est en deux parties de huit mesures fulgurantes, avec des couplets tout aussi frénétiques. Une particularité est que le retour au rondo le présente toujours sous un aspect différent : ornementation, transposition du majeur au mineur, mélodie à la main gauche… La coda développe le thème. Ces libertés avec la forme rondo justifient le sous-titre du compositeur a capriccio.